# Le Mesnil-Hardray

Le Mesnil-Hardray este o comună în departamentul Eure, Franța. În 1 ianuarie 2018 avea o populație de 70 de locuitori.